# Аббілара

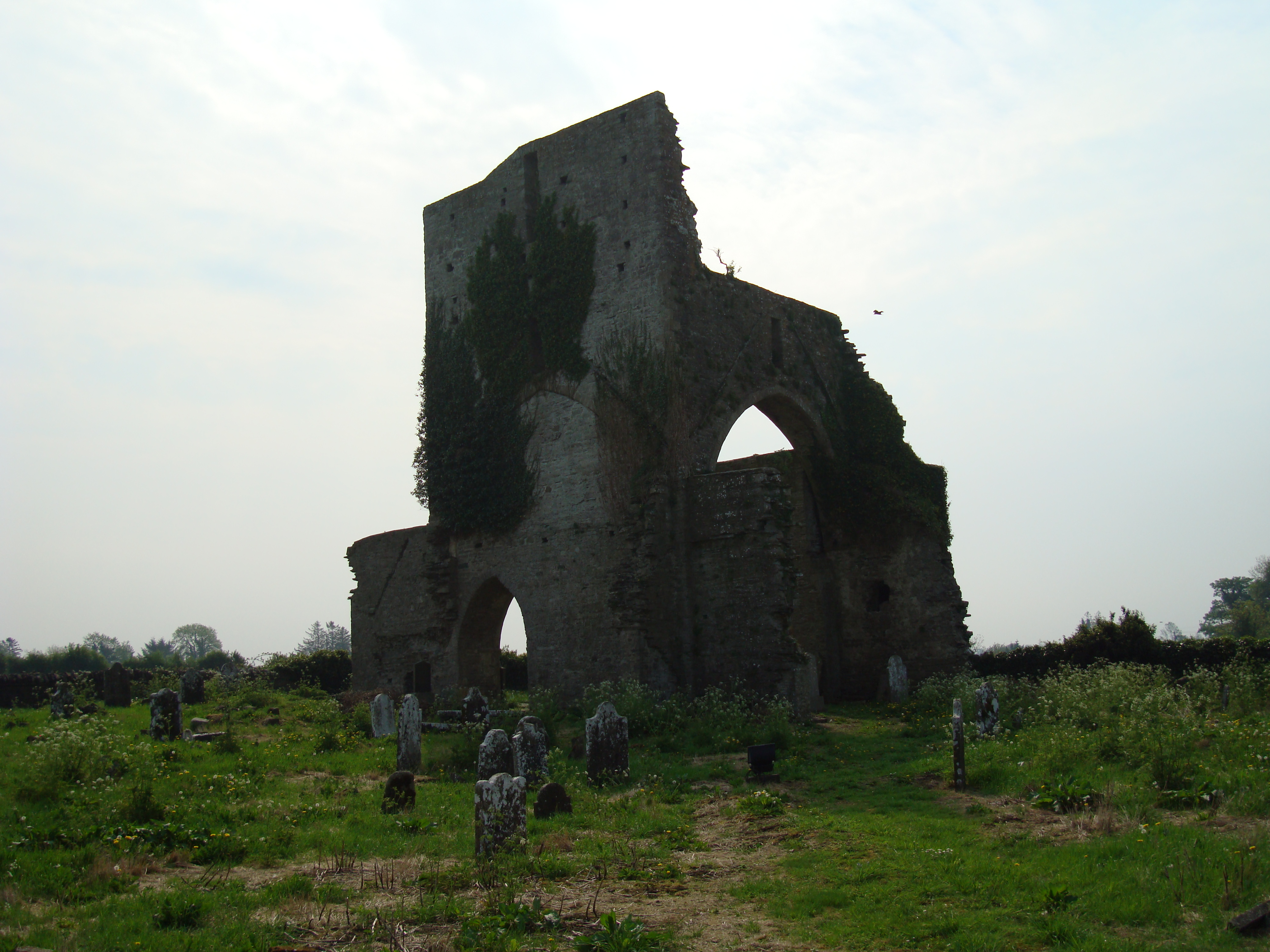
Абатство в Аббілара

Аббілара (англ. Abbeylara; ірл. Mainistir Leathrátha, «монастир на горбку») - село в Ірландії, знаходиться в графстві Лонгфорд (провінція Ленстер).
Населення - 245 чоловік (за переписом 2002 року). Назва походить від існування в цих околицях монастиря, розпущеного ще в 1539 році.
Через свою близькість до озер, у яких багато форелі, линів, лящів і щук, село привертає рибалок; тут влаштовуються змагання з ловлі риби.